# BR 50
BR 50 (Abkürzung für Bassreflexlautsprecher mit einer Nennbelastbarkeit 50 Watt) ist die Bezeichnung für eine Lautsprecherbox, die seit 1987 in der DDR von den Betrieben der Rundfunk- und Fernmelde-Technik (RFT) produziert wurde. Der Lautsprecher gilt als der beste in der DDR gebaute Lautsprecher und ist bis heute ein gefragter Klassiker. Konstruiert wurde die Box von dem VEB Musikelectronic Geithain.

## Geschichte und Aufbau
Der Lautsprecher wurde erstmals auf der Leipziger Frühjahrsmesse 1987 der Öffentlichkeit vorgestellt. Auf Grundlage der kompakteren BR 25 wurde der BR 50 konzipiert und als 3-Wege Bassreflexbox ausgelegt, einige konstruktive Merkmale wurden dabei übernommen. Die Anordnung besteht (von oben nach unten) aus einer Hochtonkalotte und dem Bassreflexrohr, einer Mittelton- und zwei Tieftonmembranen. 
Durch die Kombination von einer weichen Membranaufhängung und mehreren kleinen Chassis konnte ein guter Wirkungsgrad erreicht werden. Der Lautsprecher zeichnet sich durch eine sehr lineare Wiedergabe aus, die durchaus mit hochwertigen teuren modernen Studiomonitoren mithalten kann.

## Technische Daten
- Nennbelastbarkeit: 50 W
- Höchstbelastbarkeit: 80 W
- Nennscheinwiderstand: 4 Ohm
- Übertragungsbereich: 45 – 22000 Hz
- Kennschalldruckpegel: 88 dB
- Nettovolumen: 17 l
- Abmessungen (B × H × T): 330 × 445 × 204 mm³
- Masse: 11,5 kg
- Preis pro Box: 550,- M